# Защитники (телесериал, 2017)
«Защитники» (англ. The Defenders, или англ. Marvel’s The Defenders) — кроссоверный мини-сериал, основанный на одноименной серии комиксов Marvel, главными героями которого являются Сорвиголова, Джессика Джонс, Люк Кейдж и Железный кулак, ранее получившие свои сольные одноименные телесериалы. Продюсированием занимаются студии Marvel Television и ABC Studios, а показ осуществляется через потоковый видеосервис Netflix. Мини-сериал «Защитники» входит в кинематографическую вселенную Marvel и является пятым в хронологии линейки сериалов Netflix (первый телесериал — «Сорвиголова», второй — «Джессика Джонс», третий — «Люк Кейдж», четвёртый — «Железный Кулак» и шестой — «Каратель»). Шоураннерами мини-кроссовера значатся Дуглас Петри и Марко Рамирес, являющиеся шоуранерами «Сорвиголовы» со второго сезона. Восьмисерийный мини-сериал доступен на Netflix с 18 августа 2017 года.
Действие мини-сериала «Защитники» хронологически следует за событиями второго сезона сериала «Сорвиголова». Замысел организации «Рука», который частично раскрывается в первых двух сезонах «Сорвиголовы» получает в «Защитниках» свое окончательное воплощение. В финале «Защитников» все были убеждены в гибели Мэтта Мёрдока, но после завершения сериала был снят третий сезон «Сорвиголовы» из которого становится ясно, как Мёрдок смог выжить.

## Сюжет
Сорвиголова, Джессика Джонс, Люк Кейдж и Железный Кулак объединяются для борьбы с преступностью Нью-Йорка (Рука).

## В ролях

### Главные герои
- Чарли Кокс — Мэтт Мёрдок / Сорвиголова, слепой адвокат, ставший супергероем-мстителем. (8 эпизодов)
- Кристен Риттер — Джессика Джонс, бывшая супергероиня, страдающая от посттравматического стресса, открывшая собственное детективное агентство. (8 эпизодов)
- Майк Колтер — Люк Кейдж, наемник, наделенный сверхсилой и выносливостью и почти непробиваемой кожей в результате неудачного эксперимента, ставший супергероем. (8 эпизодов)
- Финн Джонс — Дэнни Рэнд / Железный кулак, мастер боевых единоборств, борец с преступностью. (8 эпизодов)
- Эка Дарвил — Малкольм Дюкассе, бывший наркоман, друг Джессики Джонс[2]. (5 эпизодов)
- Элден Хенсон — Фогги Нельсон, близкий друг и деловой партнёр Мэтта[2]. (6 эпизодов)
- Джессика Хенвик — Коллин Винг, эксперт в боевых искусствах, девушка Железного Кулака[3]. (6 эпизодов)
- Симон Миссик — Мисти Найт, детектив полиции Гарлема[4]. (6 эпизодов)
- Рамон Родригес — Бакуто, один из пяти «пальцев» Руки и бывший сенсей Коллин Винг[5]. (4 эпизода)
- Рэйчел Тейлор — Триш Уокер, лучшая подруга Джессики и её сводная сестра, бывшая модель, радиоведущая[6]. (5 эпизодов)
- Дебора Энн Уолл — Карен Пейдж, подруга Мэтта и Фогги, бывший секретарь компании «Нельсон и Мёрдок»[4]. (4 эпизода)
- Элоди Юнг — Электра Начиос / Электра, куноичи из клана «Чистые», давняя подруга Мэтта Мёрдока[7][8]. (8 эпизодов)
- Розарио Доусон — Клэр Тэмпл, медсестра, подруга Мэтта Мёрдока, Люка Кейджа, Дэнни Рэнда и знакомая Джессики Джонс[6]. (6 эпизодов)
- Скотт Гленн — Стик, слепой старик и лидер клана «Чистые», обучавший Мэтта Мёрдока и Электру Начиос в детстве[6]. (5 эпизодов)
- Сигурни Уивер — Александра Рид, одна из пяти «пальцев» Руки и её глава[9][10]. (6 эпизодов)

### Второстепенные герои
- Вай Чинг Хо[англ.] — Мадам Гао, один из пяти «пальцев» Руки. (6 эпизодов)
- Ютака Такэути — Мураками, один из пяти «пальцев» Руки. (5 эпизодов)
- Бабс Олусанмокун[англ.] — Сованде, один из пяти «пальцев» Руки. (5 эпизодов)
- Рон Симонс[англ.] — Стрибер, капитан полиции. (3 эпизода)

### Гости
- Роб Морган — Тёрк Баррет, бандит, торговец оружием из Адской Кухни. (1 эпизод)
- Кэрри-Энн Мосс — Джери Хогарт, адвокат, потенциальный мощный союзник Джессики Джонс[2]. (1 эпизод)
- Питер Макробби — отец Пол Лэнтом, католический священник и союзник Мэтта Мёрдока. (1 эпизод)
- Эми Рутберг[англ.] — Марси Шталь, коллега и девушка Фогги. (1 эпизод)
- Сьюзан Варон — Джози, владелец бара, который часто посещают Нельсон и Мёрдок. (1 эпизод)
- Николь Яннетти — Николь, сотрудница WNEX Нью-Йорка, работающая с Триш Уокер. (1 эпизод)

## Эпизоды
| № | Название                                | Режиссёр               | Сценарист                                         | Дата показа     |
| --- | --------------------------------------- | ---------------------- | ------------------------------------------------- | --------------- |
| 1 | «Слово на букву Г» «The H Word»         | С. Дж. Кларксон        | Дуглас Петри и Марко Рамирес                      | 18 августа 2017 |
| В Камбодже, во время охоты на Руку, Дэнни Рэнд и Коллин Винг узнают, что война, которую они ведут, на самом деле происходит в Нью-Йорке. Мэтт Мёрдок отказался от роли линчевателя Сорвиголовы, и работает бесплатным адвокатом. Он по-прежнему находится в противоречии из-за своих чувств к Электре Начиос, погибшей в битве с Рукой. Люк Кейдж, имя которого очистил бывший партнер Мёрдока, Фогги Нельсон, возвращается из тюрьмы на улицы Гарлема, где детектив Мисти Найт сообщает ему о местных детях, которые были вовлечены в загадочное дело и вскоре погибли. Частный детектив Джессика Джонс расследует дело о пропавшем Джоне Рэймонде, и во время поисков на обнаруживает взрывчатку. Узнав, что все ее органы отказывают и жить ей осталось недолго, Александра Рид просит своих коллег ускорить реализацию своих планов, а затем, вместе с воскресшей Начиос наблюдает, как сильное землетрясение прорывается через Нью-Йорк.                                                                  |                                         |                        |                                                   |                 |
| 2 | «Мощный хук правой» «Mean Right Hook»   | С. Дж. Кларксон        | Лорен Шмидт Хиссрик и Марко Рамирес               | 18 августа 2017 |
| Джонс вызывает полицию, как она забирая улики с места происшествия. Кейдж следит за местными детьми и обнаруживает, что их отправляют навести порядок в мастерской, где были убиты несколько врагов Руки. Рэнд и Винг также исследуют мастерскую, что приводит к драке между Рэндом и Кейджем, которая заканчивается с прибытием полиции. Гао сообщает Александре, что планам её группы помешала мистическая стена, после чего Александра она допрашивает старого врага Стика, чтобы получить ответы на этот вопрос. Адвокат Джери Хогарт предостерегает Джонс от расследования, позже говоря Нельсону держать в тайне от их фирмы любые последствия действий Джессики. Джонс возвращается в свою квартиру, находя в ней пропавшего Рэймонда. На них нападает Начиос, но Рэймонд убивает себя. Джонс преследует Начиос, после чего первую арестовывает Найт. Вскоре прибывает Мёрдок, чтобы работать адвокатом Джонс, заключив соглашение с Нельсоном о выполнении некоторых его дополнительных работ.         |                                         |                        |                                                   |                 |
| 3 | «Плохое поведение» «Worst Behavior»     | Питер Хоар             | Лорен Шмидт Хиссрик и Дуглас Петри                | 18 августа 2017 |
| Рука нашла древнее оружие — Черное Небо — Электру Начиос, и использовала свои последние ресурсы, чтобы воскресить ее. Под опекой Александры Черное Небо было готово сражаться против врагов Руки. Джонс отказывается от помощи Мёрдока, но он начинает интересоваться её делом и начинает его расследовать. Кейдж рассказывает своей девушке Клэр Темпл о его ссоре с Рэндом, и она устраивает встречу между ними, надеясь, что они смогут работать вместе, чтобы бороться с Рукой. Вдохновленный словами Кейджа, Рэнд решает применить другой подход и использует свое корпоративное влияние, чтобы найти новое предприятие Руки, Midland Circle. Кейдж навещает мать одного из местных детей, которых наняла Рука, а Джонс расследует работу Рэймонда. Она также обнаруживает связи с Midland Circle. Кейдж прибывает туда, чтобы помочь Рэнду сражаться с Рукой, вскоре за ним следуют Джонс и Мёрдок. На них нападает Черное Небо, но Рэнд побеждает её.                                                   |                                         |                        |                                                   |                 |
| 4 | «Королевский дракон» «Royal Dragon»     | Фил Абрахам            | Дуглас Петри и Марко Рамирес                      | 18 августа 2017 |
| Рэнд, Кейдж, Джонс и Мёрдок убегают и прячутся в ближайшем ресторане. Они все представляются, после чего Рэнд предлагает им работать как команда, чтобы победить Руку, но Мёрдок не желает вмешиваться, а Джонс уходит. Стик находит группу, уже зная Мёрдока и Рэнда. Он объясняет, что очень давно старейшины Кунь-Луня собрались вместе, чтобы изучить целебную силу ци , но пятеро из них пожелали использовать эту силу, чтобы жить вечно, и были изгнаны. Они стали пятью пальцами Руки и включают в себя Александру Рид, мадам Гао, Сованде (Белую Шляпу), Мураками и погибшего Бакуто. Теперь Рука уничтожила всех, кто противостоял им, кроме Стика и Железного Кулака. Александра приходит и предлагает Рэнду пощадить Нью-Йорк, если он уйдет с ней, поскольку их план требует Железного Кулака, но он отклоняет предложение. Джонс понимает, что семья Рэймондов все еще в опасности, и возвращается, чтобы помочь, когда нападает Черное Небо.                                                    |                                         |                        |                                                   |                 |
| 5 | «Обрести убежище» «Take Shelter»        | Ута Бризевиц           | Лорен Шмидт Хиссрик, Дуглас Петри и Марко Рамирес | 18 августа 2017 |
| Рука приближается к ресторану, и Мёрдок уводит Чёрное Небо от боя. Когда он называет ее Электрой, она убегает, не давая Мураками убить Мёрдока. Кейдж похищает Сованде, пока остальные сбегают. После того, как Сованде предупреждает, что их близкие станут объектом нападения, герои убеждают своих друзей оставаться с Найт в полицейском участке, пока они не окажутся в безопасности. Винг сталкивается с воскресшим Бакуто, который пытается убедить её перейти на свою сторону после того, как вырастил как члена Руки до того, как она встретилась и присоединилась к Рэнду. Мердок решает снова принять свою личность Сорвиголовы, что беспокоит лидеров Руки из-за его прошлых отношений с Начиос. Мураками сомневается в том, что Александра полагается на Черное Небо для достижения своих целей, и отмечает, что их можно убить из-за того, что их ресурсы были использованы на Начиос. Он предлагает разработать новый план без Александры. Сованде пытается сбежать, и Стик обезглавливает его. |                                         |                        |                                                   |                 |
| 6 | «Пепел, пепел» «Ashes, Ashes»           | Стивен Сёрджик         | Дрю Годдард и Марко Рамирес                       | 18 августа 2017 |
| Железный Кулак является ключом к чему-то, и группа решает спрятать Ранда, пока они продолжают борьбу. Однако он не согласен и нападает на остальных. Они останавливают его и связывают. Кейдж и Стик наблюдают за ним, в то время как Джонс и Мёрдок продолжают расследование в отношении Рэймонда. Начиос начинает вспоминать о своей предыдущей жизни, но Александра настаивает, что она больше не тот человек. Тем временем другие лидеры Руки узнают о смерти Сованде и продолжают терять веру в лидерство Александры. Мёрдок и Джонс узнают, что под Midland Circle есть что-то, яма, с которой Мёрдок столкнулся ранее, имея дело с Рукой. Они возвращаются к группе с планами нападения на здание и обнаруживают, что Стик пытается убить Рэнда, чтобы не дать Руке использовать его, но его прерывает Начиос, которая убивает Стика и забирает Рэнда. Александра злорадствует перед другими лидерами по поводу этой победы, но ее убивает Начиос, претендующая на лидерство в Руке.                    |                                         |                        |                                                   |                 |
| 7 | «Рыба в тюрьме» «Fish in the Jailhouse» | Феликс Энрикес Алькала | Лорен Шмидт Хиссрик и Марко Рамирес               | 18 августа 2017 |
| Мёрдок, Джонс и Кейдж просыпаются в полицейском участке как подозреваемые в убийствах Сованде и Стика. Они рассказывают Найт о Руке, но стараются не вдаваться в подробности и не позволять ей вмешиваться. Остальные пальцы Руки соглашаются позволить Начиос достичь своих целей, надеясь, что она предоставит им доступ к субстанции, которая им нужна, чтобы избежать смерти. Она ведет Рэнда к двери, которую он должен открыть. Джонс, Мёрдок и Кейдж покидают участок и направляются в Midland Circle, где им противостоят Гао, Бакуто и Мураками. Вскоре на помощь приходит Винг, принося с собой взрывчатку, которую хранил Рэймонд. Группа побеждает Руку. Вскоре после этого прибывают Найт и Темпл, и Найт соглашается задержать полицию, пока остальные доберутся до Рэнда. Начиос обманом заставляет Рэнда открыть дверь, вызывая взрыв, отключающий электричество по всему городу. Рэнд приходит в себя под скелетом дракона.                                                                   |                                         |                        |                                                   |                 |
| 8 | «Защитники» «The Defenders»             | Фаррен Блэкберн        | Лорен Шмидт Хиссрик и Марко Рамирес               | 18 августа 2017 |
| Гао объясняет Рэнду, что субстанция, которую Рука использует для воскрешения, происходит из костей драконов, точно так же, как и способности Железного Кулака. Рука планирует собрать скелет, что ослабит фундамент города и вызовет масштабные разрушения. Винг и Темпл закладывают взрывчатку, чтобы разрушить здание, как только остальные уйдут. Им противостоит Бакуто, который отрезает Найт руку, когда она приходит на помощь, после чего Винг обезглавливает его, но он запускает таймер взрывчатки. Джонс, Мёрдок и Кейдж прибывают в пещеру, чтобы помочь Рэнду, и вместе сражаются с Рукой. Когда Мёрдок понимает, что взрывчатка вот-вот взорвется, он говорит остальным уходить. Он остается с Начиос, Гао и Мураками. Здание взрывается. Все эти события скрываются властями. Рэнд, Джонс и Кейдж собираются двигаться дальше и защищать город. Мёрдок позже просыпается в церкви, с сестрой Мэгги рядом с ним.                                                                                 |                                         |                        |                                                   |                 |

## Производство

### Разработка
В октябре 2013 года Deadline сообщил, что Marvel готовит четыре драматических сериала и один мини-сериал, совокупностью в 60 эпизодов, для показа на сервисах «Видео по запросу» (Video on demand) и кабельных каналах, которыми заинтересовались Netflix, Amazon и WGN America. Через несколько недель, Marvel и Disney анонсировали, что Netflix покажет игровые сериалы о Сорвиголове, Джессике Джонс, Железном кулаке и Люке Кейдже, и заканчивая общим мини-сериалом, основанном на комиксах о «Защитниках».

### Подбор актёров
В конце мая 2014 года Чарли Кокс был утверждён на роль Сорвиголовы. В декабре 2014 года Кристен Риттер была выбрана на роль Джессики Джонс. Позже, в этом же месяце, Майк Колтер получил роль Люка Кейджа. 26 февраля 2016 года роль Железного кулака получил Финн Джонс.

### Съёмки
В ноябре 2016 года в Нью-Йорке начались съемки. Съёмки завершились в конце марта 2017 года.

## Показ
Мини-сериал «Защитники» выпущен 18 августа 2017 года потоковым видеосервисом Netflix. Все 8 серий выпущены одновременно. Подобный подход нехарактерен для традиционных телеканалов, однако для Netflix «просмотр всех серий залпом» (binge-watching) оказался удачным решением.

## Дальнейшие планы
Мини-сериал «Защитники» стал пятым сериалом из серии таких телесериалов, как «Сорвиголова», «Джессика Джонс», «Люк Кейдж», «Железный Кулак». В ноябре 2013 года глава Disney Боб Айгер сообщил, что не исключено, что они смогут превратиться в полнометражные фильмы.